# Evander da Silva Ferreira
Evander da Silva Ferreira, meglio conosciuto come Evander (Rio de Janeiro, 9 giugno 1998), è un calciatore brasiliano, centrocampista del FC Cincinnati.

## Caratteristiche tecniche
Trequartista tecnico e con un grande senso del gol, è abile sui calci piazzati e nei tiri da lontano. Pericoloso negli inserimenti senza palla, la sua velocità gli permette di essere molto bravo nei dribbling. In possesso di un'ottima visione di gioco e di doti da assist-man, può essere impiegato anche come regista; la sua buona struttura fisica lo aiuta anche in fase difensiva. Ha dichiarato di ispirarsi a Vágner Love, suo amico di famiglia.

## Carriera

### Club
Il 5 dicembre 2022, viene ingaggiato dal Portland Timbers firmando un contratto di tre anni con l'opzione per un altro anno.

### Nazionale
Ha giocato nella nazionale brasiliana Under-17.

## Statistiche

### Presenze e reti nei club
Statistiche aggiornate al 9 luglio 2023.
| Stagione                | Squadra                 | Campionato              | Campionato | Campionato | Coppe nazionali | Coppe nazionali | Coppe nazionali | Coppe continentali | Coppe continentali | Coppe continentali | Altre coppe | Altre coppe | Altre coppe | Totale | Totale |
| Stagione                | Squadra                 | Comp                    | Pres       | Reti       | Comp            | Pres            | Reti            | Comp               | Pres               | Reti               | Comp        | Pres        | Reti        | Pres   | Reti   |
| ----------------------- | ----------------------- | ----------------------- | ---------- | ---------- | --------------- | --------------- | --------------- | ------------------ | ------------------ | ------------------ | ----------- | ----------- | ----------- | ------ | ------ |
| 2016                    | Vasco da Gama           | A+A1/RJ                 | 10+1       | 0          | CB              | 5               | 0               | -                  | -                  | -                  | -           | -           | -           | 16     | 0      |
| 2017                    | Vasco da Gama           | A+A1/RJ                 | 9+3        | 1+0        | CB              | 0               | 0               | -                  | -                  | -                  | -           | -           | -           | 12     | 1      |
| gen.-ago. 2018          | Vasco da Gama           | A+A1/RJ                 | 7+9        | 0+2        | CB              | 0               | 0               | CL+CS              | 8+0                | 2+0                | -           | -           | -           | 24     | 4      |
| Totale Vasco da Gama    | Totale Vasco da Gama    | Totale Vasco da Gama    | 39         | 3          |                 | 5               | 0               |                    | 8                  | 2                  |             | -           | -           | 52     | 5      |
| ago. 2018-2019          | Midtjylland             | SL                      | 26         | 9          | CD              | 4               | 1               | UCL+UEL            | -                  | -                  | -           | -           | -           | 30     | 10     |
| 2019-2020               | Midtjylland             | SL                      | 30         | 8          | CD              | 1               | 0               | UEL                | 2                  | 0                  | -           | -           | -           | 33     | 8      |
| 2018-2019               | Midtjylland             | SL                      | 28         | 6          | CD              | 4               | 1               | UCL                | 7                  | 0                  | -           | -           | -           | 39     | 6      |
| 2021-2022               | Midtjylland             | SL                      | 29         | 12         | CD              | 5               | 2               | UCL+UEL+UECL       | 4+6+2              | 1+2+0              | -           | -           | -           | 46     | 17     |
| 2022-gen. 2023          | Midtjylland             | SL                      | 10         | 4          | CD              | 1               | 2               | UCL+UEL            | 2+6                | 0+1                | -           | -           | -           | 19     | 7      |
| Totale Midtjylland      | Totale Midtjylland      | Totale Midtjylland      | 123        | 39         |                 | 15              | 5               |                    | 29                 | 4                  |             | -           | -           | 167    | 48     |
| 2023                    | Portland Timbers        | MLS                     | 27         | 9          | USOC            | 0               | 0               |                    | -                  | -                  | LC          | 2           | 2           | 29     | 11     |
| 2024                    | Portland Timbers        | MLS                     | 28+1       | 15         | USOC            | 0               | 0               | -                  | -                  | -                  | LC          | 3           | 0           | 32     | 15     |
| Totale Portland Timbers | Totale Portland Timbers | Totale Portland Timbers | 55+1       | 24         |                 | 0               | 0               |                    | -                  | -                  |             | 5           | 2           | 61     | 26     |
| 2025                    | FC Cincinnati           | MLS                     | 22         | 15         | -               | -               | -               | CCC                | 4                  | 2                  | LC          | 0           | 0           | 26     | 17     |
| Totale carriera         | Totale carriera         | Totale carriera         | 240        | 81         |                 | 20              | 5               |                    | 41                 | 8                  |             | 5           | 2           | 306    | 96     |

## Palmarès

### Club

#### Competizioni statali
- Campionato Carioca: 1

Vasco da Gama: 2016

#### Competizioni nazionali
- Coppa di Danimarca: 2

Midtjylland: 2018-2019, 2021-2022
- Campionato danese: 1

Midtjylland: 2019-2020

### Individuale
- MLS Best XI: 1

2024